# Estação Krasnyie Vorota
Krasnyie Vorota (em russo:  Кра́сные воро́та) é uma das estações da linha Socolhnitcheskaia (Linha 1) do Metro de Moscovo, na Rússia. Estação «Krasnyie Vorota» está localizada entre as estações «Tchistyie Prudy» e «Comsomolhskaia».